# Trypogeus barclayi

Trypogeus barclayi  (лат.) — вид жуков-усачей рода Trypogeus из подсемейства Dorcasominae. Юго-Восточная Азия: Борнео (Бруней, Индонезия, Малайзия).

## Описание
Среднего размера жуки-усачи (длина самцов 9—11 мм, ширина 3,2—3,9 мм; длина самок 14—16 мм, ширина около 5 мм), желтовато-коричневого цвета с буровато-чёрными отметинами. Усики достигают конца надкрылий. Пронотум субквадратный, слегка шире своей длины. Надкрылья узкие. Вид был впервые описан в 2007 году, а его валидность подтверждена в 2015 году в ходе родовой ревизии, проведённой испанским энтомологом Эдуардом Вивесом (Eduard Vives, Museu de Ciuències Naturals de Barcelona, Terrassa, Испания).